# Elektrische Lokalbahn Wien-Landesgrenze nächst Hainburg

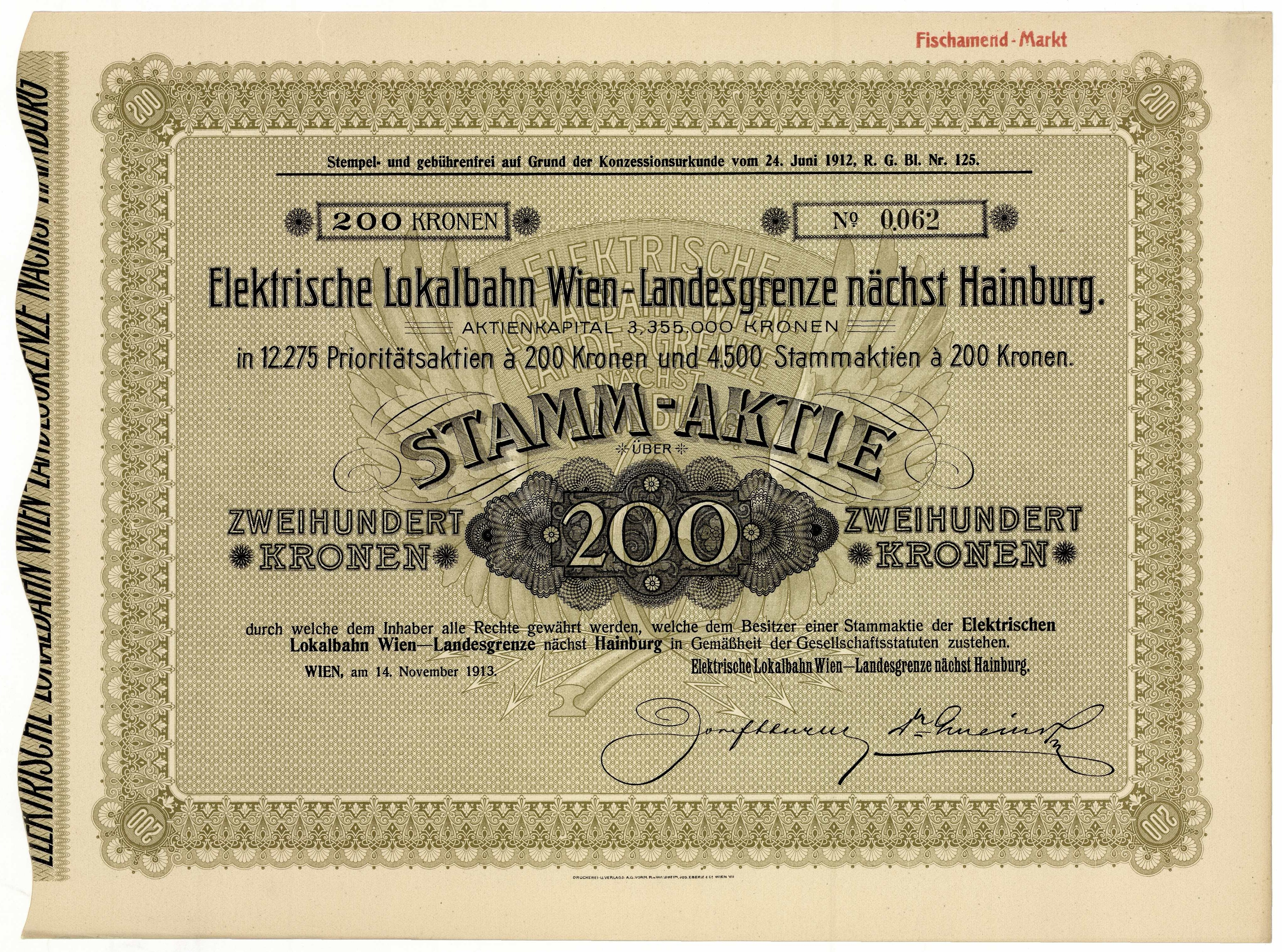
1913 ausgegebene Stammaktie mit einem Nennwert von 200 Österreichischen Kronen

1913 ausgegebene Prioritätsanleihe

Von der L.W.P. ausgegebene Fahrkarte

Die Elektrische Lokalbahn Wien-Landesgrenze nächst Hainburg war ein Eisenbahnunternehmen in Österreich, benannt nach der österreichischen Hauptstadt – wo sich auch der Firmensitz befand – und der Stadtgemeinde Hainburg an der Donau in Niederösterreich. 

## Geschichte
Die Gesellschaft wurde am 12. November 1904 gegründet, um die – damals noch im Planungsstadium befindliche – Pressburger Bahn zwischen Wien und der damals ungarischen Großstadt Pressburg zu bauen und zu betreiben. Ursprünglich sollte das Unternehmen für die gesamte Strecke verantwortlich sein, weshalb anfänglich von der Lokalbahn Wien-Pressburg die Rede war, abgekürzt L.W.P. Im Zuge der Detailplanung stellte sich jedoch heraus, dass der Betrieb einer Bahn auf ungarischem Staatsgebiet durch eine österreichische Gesellschaft rechtlich und politisch nicht möglich war. Deshalb war für den Abschnitt jenseits der Grenze letztlich die 1909 gegründete Pozsony Országhatárszéli Helyiérdekű Villamos Vasút, kurz P.O.H.É.V., zu deutsch Elektrische Lokalbahn Pressburg–Landesgrenze verantwortlich. 
Die österreichische Gesellschaft erhielt analog dazu die Bezeichnung Elektrische Lokalbahn Wien-Landesgrenze nächst Hainburg, behielt aber die ursprünglich vorgesehene Abkürzung L.W.P. bei. Damit der Betrieb einheitlich gestaltet werden konnte, schlossen beide Gesellschaften einen Betriebsvertrag, auf Grund dessen die gesamte Strecke schließlich doch von der österreichischen Gesellschaft betrieben werden konnte. Letztlich übernahm die L.W.P. den Betrieb auf der 1914 eröffneten Strecke aber doch nicht selbst, sondern beauftragte damit die Niederösterreichischen Landesbahnen (NÖLB).
Mehrheitsgesellschafter der als Aktiengesellschaft konstituierten Privatbahn L.W.P. waren das Land Niederösterreich und das k.k. Eisenbahnministerium, der Landtag von Niederösterreich übernahm die Garantie für die Prioritätsanleihe über 10,7 Millionen Kronen. Als Ablöse für die Vorkonzession des Ingenieurs Josef Tauber, der die Pressburger Bahn 1898 plante, waren zudem 43.000 Kronen zu entrichten.
Nach dem Ersten Weltkrieg gerieten die NÖLB in finanzielle Schwierigkeiten, weshalb die Österreichischen Bundesbahnen (damals BBÖ, später ÖBB) vom 1. Jänner 1921 an den Betrieb der Pressburger Bahn übernahmen. Zum 1. Jänner 1933 wurde dann schließlich auch die L.W.P. verstaatlicht.

## Fahrzeuge
- Siehe Pressburger Bahn#Fahrzeuge